# Ludvík Fridrich I. Schwarzbursko-Rudolstadtský
Ludvík Fridrich I. Schwarzbursko-Rudolstadtský (25. října 1667, Rudolstadt – 24. června 1718, tamtéž) byl kníže ze Schwarzburgu-Rudolstadtu.

## Život
Narodil se 25. října 1667 v Rudolstadtu jako syn knížete Alberta Antona Schwarzbursko-Rudolstadtského a Emílie Juliany Barby-Mühlingenské.
Mezi květnem 1687 a říjnem 1688 podnikl kavalírskou cestu. Společníkem na cestách mu byl hofmistr Johann von Asseburg. Byl přijat na zámku Versailles králem Ludvíkem XIV. a císařem Leopoldem I.
Jeho otec byl roku 1697 a 1710 povýšen na říšského knížete. Od 15. dubna 1711 se stylizoval jako kníže ze Schwarzburg-Rudolstadtu. V tomto období mělo knížectví kolem 45 tisíc obyvatel. Povýšení rodu Schwarzburgů zesílilo jejich postavení vůči Wettinům.
Jako kníže prosazoval absolutní vládu. Sídlo knížectví chtěl přenést do Schwarzburgu, což mu znemožnila finanční situace.
Zemřel 24. června 1718.

## Manželství a potomci
Dne 15. října 1691 se na zámku Friedenstein oženil s princeznou Annou Žofií Sasko-Gothajsko-Altenburskou, s dcerou vévody Fridrich I. Sasko-Gothajsko-Altenburského. Měli spolu 13 dětí:
- princ Fridrich Anton (1692–1744)
  - ⚭ princezna Žofie Vilemína Sasko-Kobursko-Saalfeldská (1690–1727)
  - ⚭ princezna Kristýna Sofie Východofrýská (1688–1750)
- princezna Amálie Magdalena (1693–1693)
- princezna Sofie Luisa (1693–1776)
- princezna Sofie Juliana (1694–1776), jeptiška v klášteře Gandersheim
- princ Vilém Ludvík (1696–1757)
  - ⚭ Caroline Henriette Gebauer, pozdější baronka z Brockenburgu (1706–1794)
- princezna Kristýna Dorotea (1697–1698)
- princ Albert Anton (1698–1720)
- princezna Emílie Juliana (1699– 1774)
- princezna Anna Žofie (1700–1780)
  - ⚭ vévoda František Josias Sasko-Kobursko-Saalfeldský (1697–1764)
- princezna Žofie Dorotea (1706–1737)
- princezna Frederika Ludvíka (1706–1787)
- princezna Magdalena Sibylla (1707–1795), jeptiška v klášteře Gandersheim
- princ Ludvík Günther (1708–1790)
  - ⚭ hraběnka Sofie Jindřiška Reuss-Untergreizská (1711–1771)